# 샤넬 이만
샤넬 이만(영어: Chanel Iman, 1990년 12월 1일 ~ )은 미국의 모델이다. 아프리카계 미국인 아버지와 한국계 흑인 혼혈 어머니 사이에서 태어났다. 2009년 프랑스 보그에서 꼽은 2000년대 톱 모델 30인 중 11위를 기록했다. 2009년부터 빅토리아 시크릿 패션쇼에 섰으며 2010년 빅토리아 시크릿의 에인절(Angel)이 되었다. 2015년 영화 《도프》에 출연했다.